# Traités d'Örebro

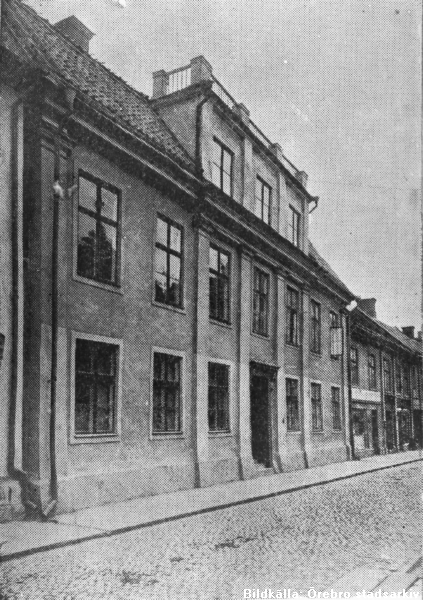
Le bâtiment à Örebro où furent signés les traités de 1812.

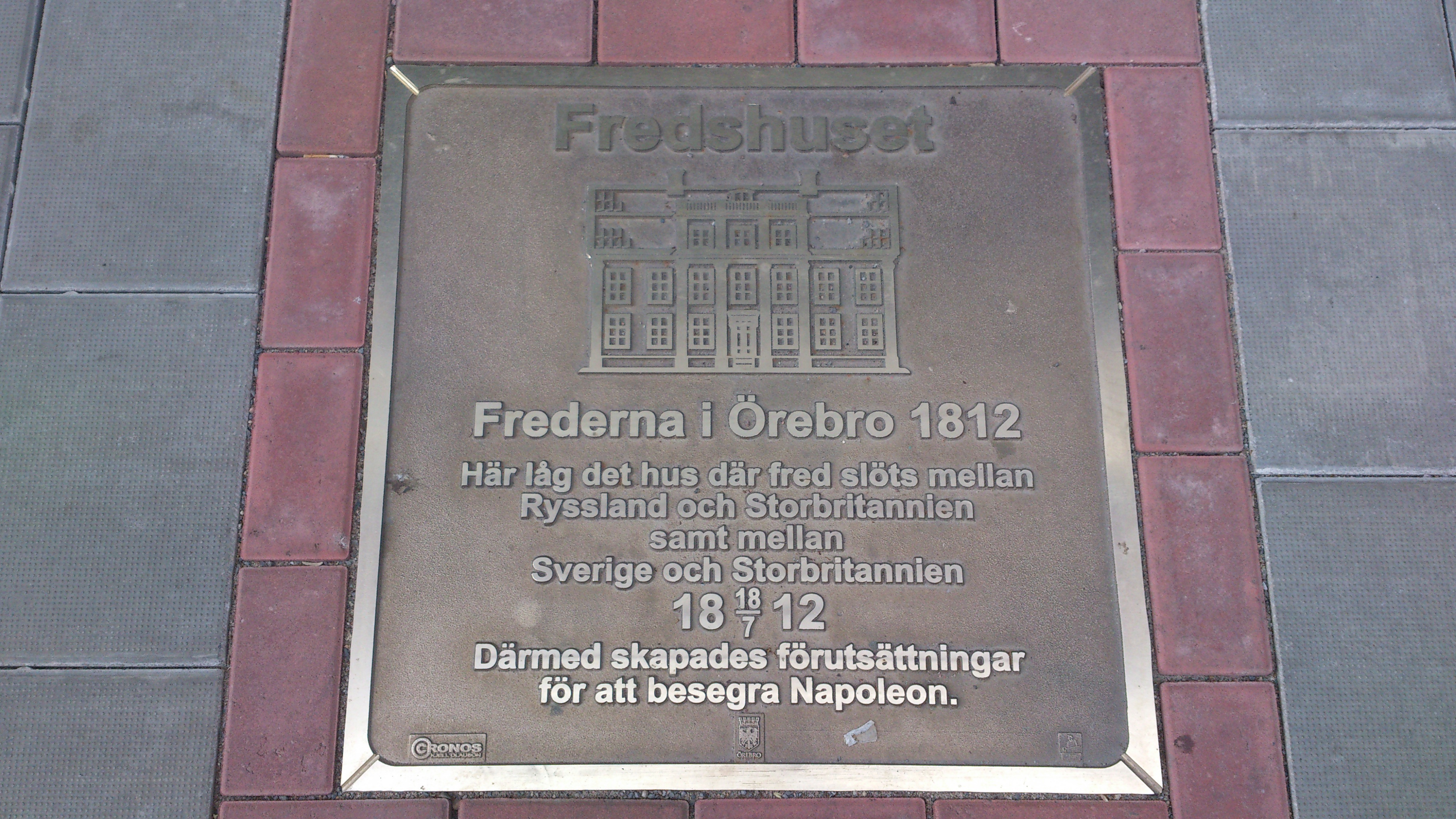
Plaque commémorative à Örebro de 2012.

Les traités d'Örebro sont signés dans la ville éponyme le 18 juillet 1812 par le Royaume-Uni et, respectivement, par la Russie et par la Suède. Ces traités mettent fin à la guerre anglo-russe en même temps qu'à la guerre anglo-suédoise. Cette dernière n'a toutefois existé que sur le papier, par la déclaration de guerre adressée par la Suède au Royaume-Uni, aucune bataille n'ayant été livrée, la Grande-Bretagne continuant de stationner des navires à l'île suédoise de Hanö et de commercer avec les pays baltes.